# Donacjan i Rogacjan
Donacjan i Rogacjan, zwani dziećmi nantejskimi (zm. ok. 250/287 ) – bracia rodzeni, męczennicy wczesnochrześcijańscy, święci Kościoła katolickiego.
Powodem męczeństwa braci była odmowa złożenia ofiar Jowiszowi i Apollinowi .
Ich wspomnienie liturgiczne w Kościele katolickim obchodzone jest 24 maja.